# Ester Peony
Ester Peony, pseudonimo di Ester Alexandra Crețu (Câmpulung, 21 luglio 1993), è una cantante rumena naturalizzata canadese.
Ha rappresentato la Romania all'Eurovision Song Contest 2019 con il brano On a Sunday, non riuscendo a qualificarsi per la serata finale.

## Biografia
Ester Peony è cresciuta a Montréal in Canada. Nel 2019 ha partecipato a Selecția Națională, il processo di selezione per la ricerca del rappresentante eurovisivo rumeno, con il brano On a Sunday. Nella serata finale del 17 febbraio ha vinto il voto della giuria, ottenendo 62 punti dai sei giurati; è arrivata ottava su dodici partecipanti nel televoto, che ha avuto il peso di un settimo giurato, ottenendo tre punti dal pubblico rumeno e portando il suo totale a 65 punti, sufficienti per vincere il programma e diventare la rappresentante nazionale all'Eurovision Song Contest 2019, a Tel Aviv. Qui si è esibita nella seconda semifinale del 16 maggio, ma non si è qualificata per la finale, classificandosi 13ª su 18 partecipanti con un totale di 71 punti, di cui 24 dal televoto e 47 dalle giurie. È risultata la più votata dal pubblico della Moldavia e la più popolare fra le giurie di Moldavia e Russia.

## Discografia

### EP
- 2018 – Dig It

### Singoli
- 2014 – Cuminte de Crăciun (feat. Doddy, Vescan e Mahia Beldo)
- 2015 – Sub aripa ta (feat. Vescan)
- 2015 – Iubire
- 2016 – 1000 de motive (feat. Phelipe)
- 2019 – On a Sunday
- 2019 – 7 Roses
- 2020 – Me pone loca
- 2021 – Dernière danse (con Scott Rill)

#### Come featuring
- 2015 – Oameni (Vescan feat. Ester, Alan e Kepa)
- 2019 – Dernière danse (HIDDN & RudeLies feat. Ester Peony)